# 31 Pułk Piechoty Honwedu
31 Pułk Piechoty Honwedu (HonvIR 31, HIR.31) – pułk piechoty królewsko-węgierskiej Obrony Krajowej. 
Pułk został utworzony w 1886 roku. Okręg uzupełnień – Veszprém.
Kolory pułkowe: szary (niem. schiefergrau), guziki złote. Skład narodowościowy w 1914 roku 92% – Węgrzy. Sztab oraz bataliony I i II stacjonowały w Veszprémie, III batalion w Tacie.
W 1914 roku wszystkie bataliony walczyły na froncie wschodnim. Bataliony wchodziły w skład 82 Brygady Piechoty Honwedu należącej do 41 Dywizji Piechoty Honwedu, a ta z kolei do XVI Korpusu w składzie 3 Armii.

## Dowódcy pułku
- płk Eduard Weeber (1914[3])